# Knuth (Adelsgeschlecht)

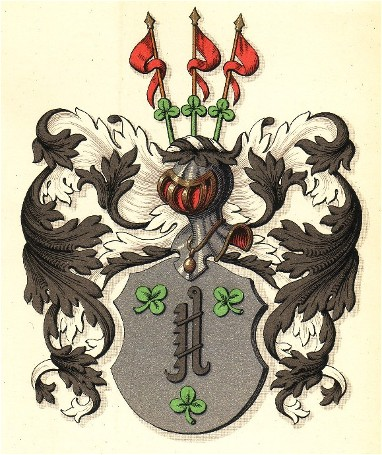
Stammwappen (dänische Linie)

Knuth ist der Name eines uradeligen mecklenburgischen Adelsgeschlechts, eine Linie wurde in Dänemark ansässig und in den dänischen Freiherren- und Grafenstand erhoben. Bereits zuvor hatte sich eine Linie in Pommern gebildet, die vermutlich im 17. Jahrhundert erloschen ist. Zudem existierte seit dem siebzehnten Jahrhundert die Linie Ludorf, die im Hause Bülow aufgegangen ist.

## Geschichte
Die Familie Knuth entstammt dem mecklenburgischen Uradel. Sie wurde erstmals mit Heinricius Knut, miles, 1230/34 urkundlich erwähnt. Die Stammreihe beginnt mit Henning Knuth, († vor 1361). Güter in Leizen, Ludorf und Priborn. Rittmeister Jacob Ernst von Knuth, auf Leizen und Priborn war 1640 mit Elisabeth von Marin vermählt, deren Familien vorher auf Leizen und Ludorf erbgesessen haben. Die Familie unterschrieb mit den anderen führenden Adelsgeschlechtern Mecklenburgs die so genannte Union zu Rostock anno 1523.
Heinrich II. gilt als Stammvater der mecklenburgischen Linie der Familie Knuth. Sein Bruder Christopherus begründete die pommersche Linie.
Im 17. Jahrhundert kamen Vertreter nach Dänemark, wo sie in den dänischen Freiherren- und Grafenstande erhoben wurden und dort eigene Familiensitze, z. B. Knuthenborg erbauten. Der Name der Grafen Knuth-Winterfeldt beruht auf eine Namenszusammenführung des Adelsgeschlechts Winterfeldt mit einem Zweig der Knuthen aufgrund von erbrechtlichen Ansprüchen, die mit der Baronie Wintersborg (Winterfeldt) zusammenhängen.
Im Einschreibebuch des Klosters Dobbertin befinden sich sechs Eintragungen von Töchtern der Familie von Knuth von 1696 bis 1779 aus Ludorf und Leizen zur Aufnahme in das adelige Damenstift im Kloster Dobbertin. Maria Dorothea von Knuthen wurde 1696 auf dem Landtag zu Schwaan als Nr. 1 in die Liste zur Erlangung einer Expektance, der Anwartschaft auf eine Stelle im Mecklenburgischen Landeskloster Dobbertin eingetragen. Das Wappenschild mit Ordensstern der mit Nr. 195 eingeschriebenen Magdalena Dorothea von Knuthen hängt auf der Nonnenempore in der Dobbertiner Klosterkirche. Sie kam 1777 ins Kloster und starb am 25. Dezember 1796 in Dobbertin.

## Wappen

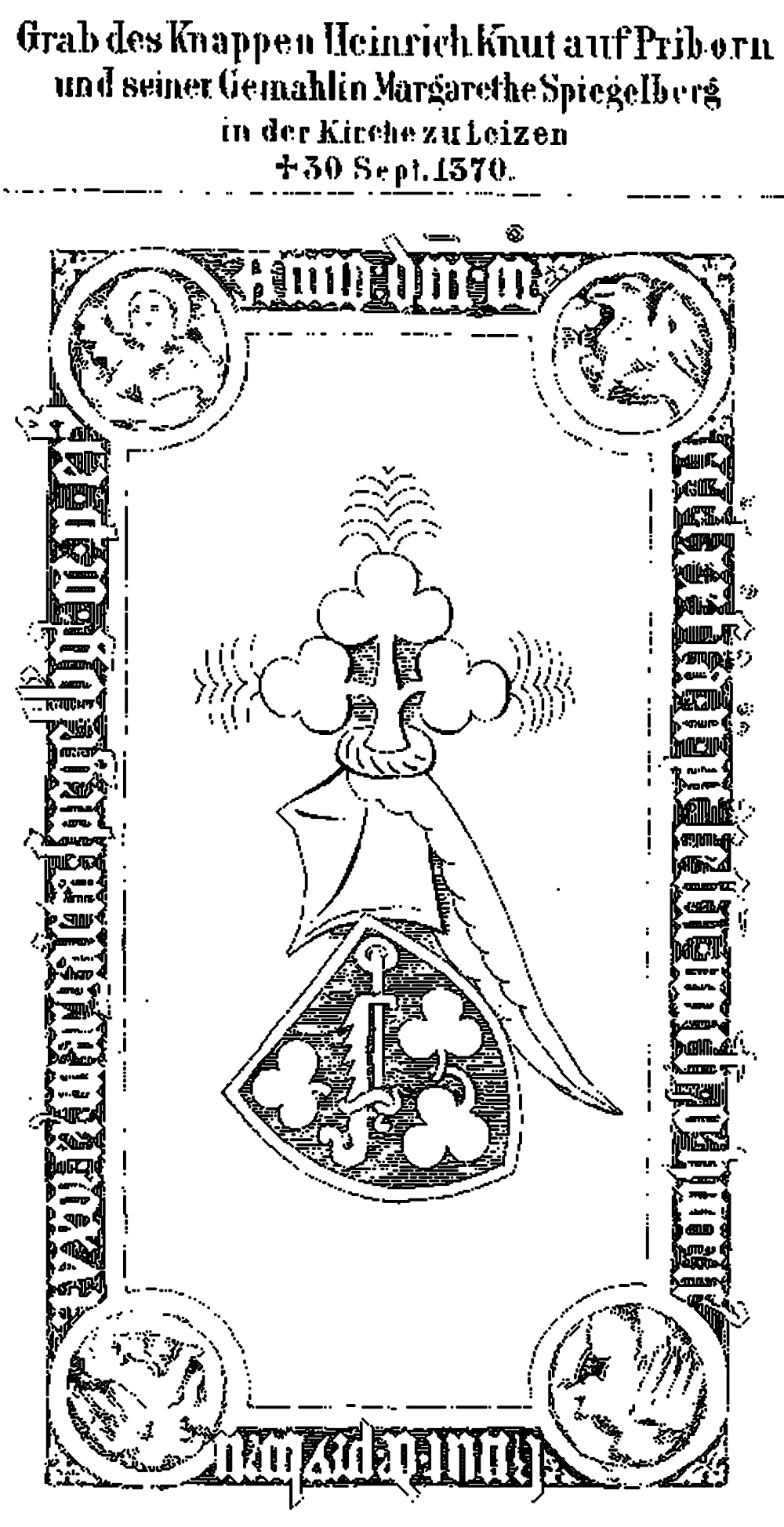
Wappen Heinrich Knut auf Priborn, 1370

Das mecklenburgische Stammwappen zeigt in Silber einen aufgerichteten eisenfarbigen Kesselhaken, darüber ein in der Form eines lateinischen C gelegter grüner Kleestengel, an beiden Enden ein grünes Kleeblatt. Auf dem schwarz-rot-silber bewulstetem Helm, mit silber-schwarz-roten Decken, über drei grünen Kleeblättern, drei rote Fähnlein.
Ein sich auf Peter von Knauth (* 1595) zurückführendes bürgerliches Geschlecht in Naumburg führt ein identisches Wappen.

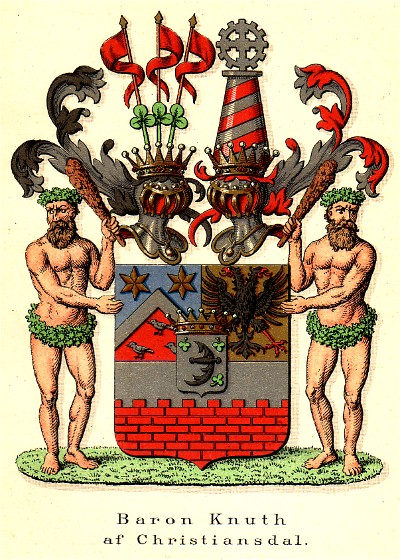
Wappen Barone Knuth von Christiansdal
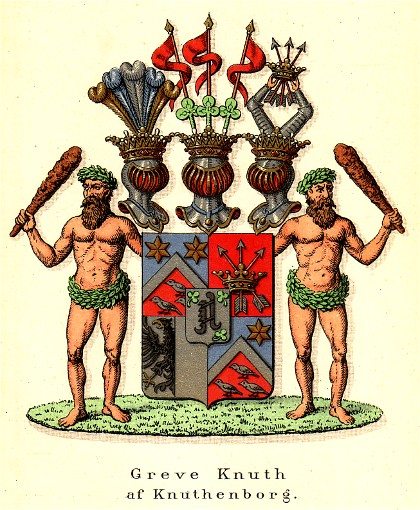
Wappen Grafen Knuth von Knuthenborg

## Leitzisch-mecklenburgische Linie

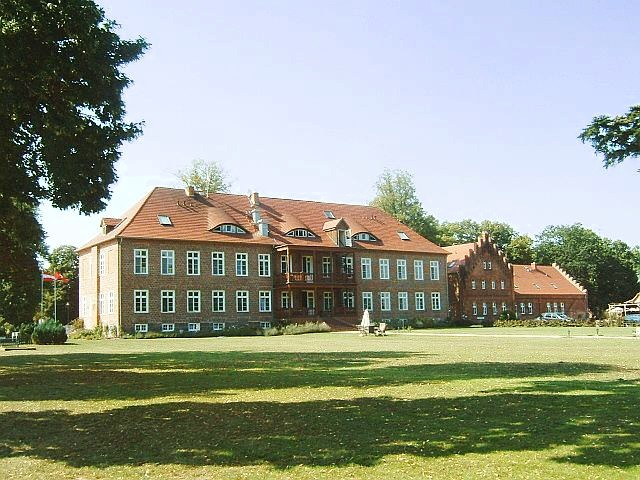
Gutshaus Ludorf, bis 1901 in Besitz der Familie Knuth

Im Laufe der Zeit fielen durch Erbschaft einige Güter an die Familie von Knuth. Spätestens 1529 gelangen Matthias und Wentzloff III. Knuth in den Besitz von Leizen, das bereits zuvor in der Hand der Familie war. 1686 fällt das Gutshaus Ludorf an die Familie und verblieb bis 1901 in ihrem Besitz. Weitere Güter der Mecklenburger Linie waren Below, Bütow, Gneve, Kambs und Priborn.
Von 1643 bis 1684 waren die Familienoberhäupter zugleich Provisoren des Klosters Malchow. Es wird vermutet, dass Heinrich I. von Knuth eine Tochter aus dem wendischen Geschlecht Retzow zur Frau nahm. In jedem Falle lösen in der nachfolgenden Generation wendische Namen vielfache deutsche ab. Zu beachten ist, dass einige Namen mehrere Schreibweisen besitzen, so etwa „Wentzlav“ und „Wentzloff“ wie auch „Ivan“ und „Iwan“.
Jacob Ernst von Knuth hatte zwei Söhne, die sowohl das Mannesalter erreichten als auch Nachkommen zeugten. Der ältere von ihnen, Joachim Friedrich, blieb in der Heimat. Der jüngere, Eckhard Christoph, wandte sich nach Dänemark. Sein Sohn Adam Christoph von Knuth wurde später in den erblichen Grafenstand Dänemarks aufgenommen. Die Söhne Joachim Friedrichs begründeten die leitzische, ludorfsche und holländische Linie.
Familienoberhäupter
- Heinrich I. von Knuth (1230 erwähnt)
- Hermann von Knuth (1240–1244 erwähnt), Ritter
- Heinrich II. von Knuth (1284–1289 erwähnt), Ritter
- Wentzloff I. von Knuth (13./14. Jahrhundert)
- Henning von Knuth († vor 1361)
- Wenztloff II. von Knuth (14./15. Jahrhundert)
- Iwan I. von Knuth (* vor 1420; † nach 1445)
- Iwan Henneke II. von Knuth (* 1420; † nach 1445)
- Hans I. von Knuth (* vor 1458; † nach 1474; „alter Hans“)[6]
- Hans II. von Knuth (* 1472; † nach 1505), ohne männliche Nachkommen gestorben
- Achim von Knuth (* vor 1500; † nach 1515), ohne Nachkommen gestorben
- Wentzloff III. von Knuth (* 1503 oder 1504; † offiziell 1574, vermutlich vor 1570)[6]
- Jacob von Knuth (* ca. 1550; † 1600–1602)
- Wentzloff IV. von Knuth (1580–1658)
- Jacob Ernst von Knuth (1609–1675), Rittmeister in sächsischen und dänischen Diensten
- Joachim Friedrich von Knuth (1642–1684), Provisor des Klosters Malchow
- Jacob Ernst von Knuth (1672–1704), Oberstleutnant,[12] Begründer der leitzischen Linie
- Gottfried Ernst von Knuth, auf Leizen (* 1700; † nach 1756)[13]
- Joachim Friedrich von Knuth (1731–1760), Rittmeister

weitere Mitglieder

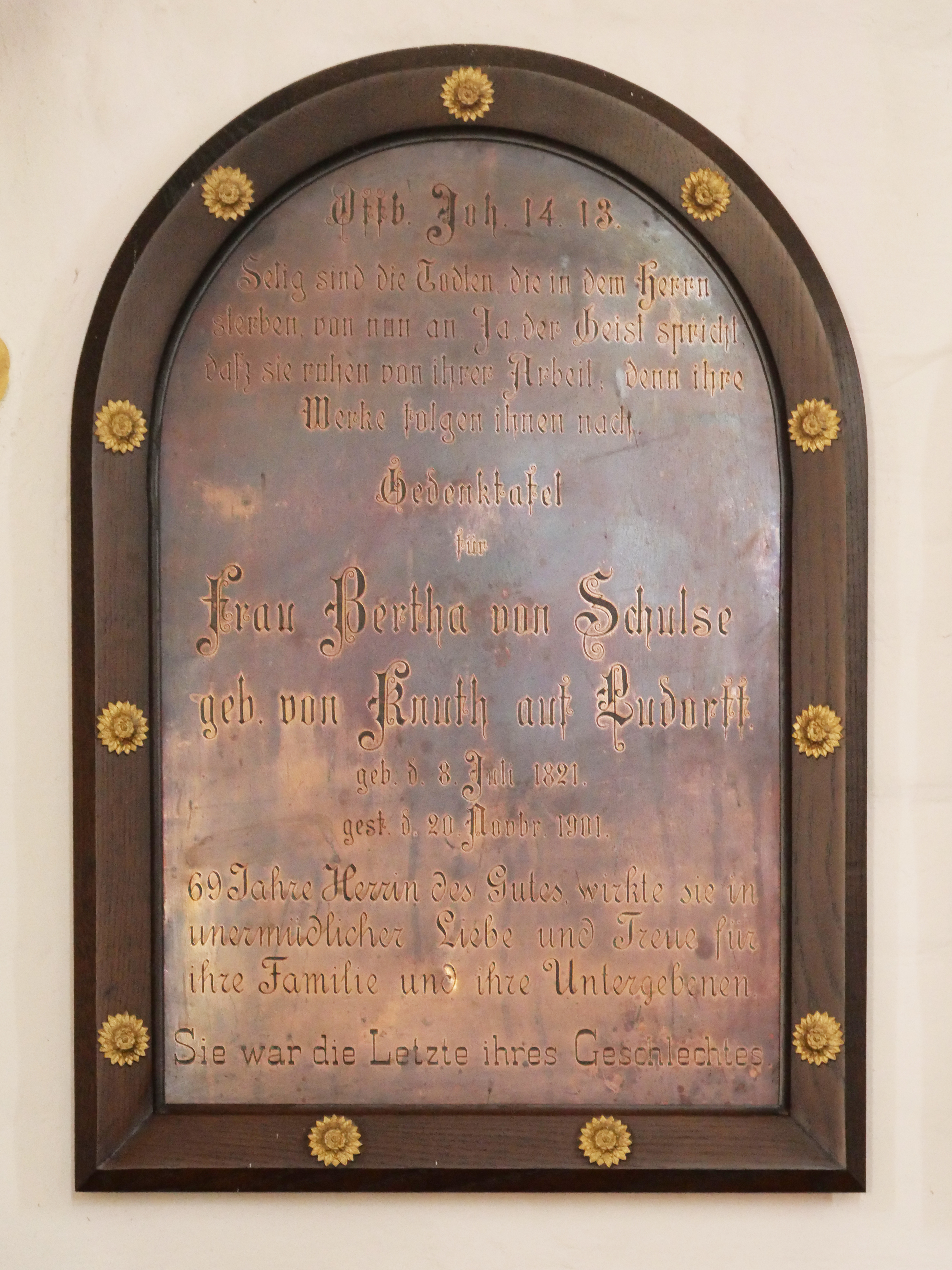
Gedenktafel für Bertha von Schulse, geb. von Knuth (1821–1901), „die Letzte ihres Geschlechts“, in der Dorfkirche Ludorf

- Joachim von Knuth († vor 1597), Amtmann von Wredenhagen
- Moritz von Knuth († vor 1600), Amtmann von Neukloster
- Adam von Knuth (* vor 1587; † 1626 oder 1627), Landrat
- Adam Levin I. von Knuth (1681–1751), mecklenburgischer Geheimrat, Begründer der mecklenburgischen Linie

Die letzte Knuth aus der mecklenburgischen Linie, Bertha von Schulse, geb. von Knuth (1821–1901) starb 1901.

## Dänische Linien

### Linie Knuthenborg

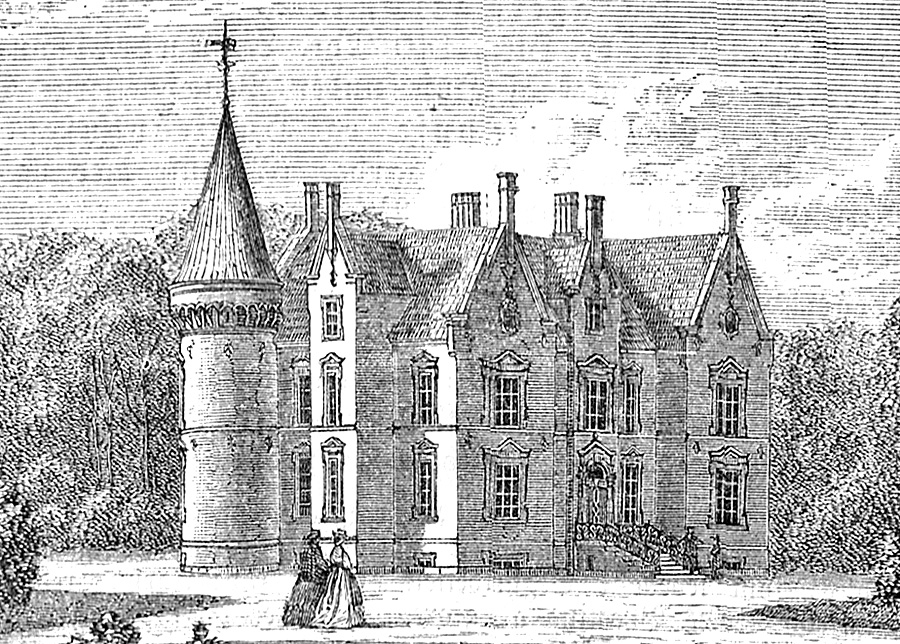
Knuthenborg 1872

Durch Eckhard Christoph von Knuths Heirat mit Søster Lerche, die Letzte aus der Linie Lerche, gelangte die Familie Knuth in den Besitz von Knuthenborg.
1714 wurde Adam Christoph von Knuth in den Grafenstand erhoben und gründete 1723 die Lehnsgrafschaft Knuthenborg, seitdem geht der Titel „Lehnsgraf von Knuthenborg“ an den Erstgeborenen über. Deswegen kann jedes der Familienoberhäupter als „Gutsherr“ bezeichnet werden. Vielen von ihnen wurde der Dannebrogorden verliehen.
Auch Gut Below war von 1689 bis 1719 im Besitz der dänischen Knuths. 1729 bis 1913 befand sich das Herrenhaus Knuthenlund im Besitz der Linie Knuthenborg. 1872 bis zum Verkauf 1909 befand sich auch Store Grundet im Besitz der Linie.
Familienoberhäupter
- Eckhard Christoph von Knuth (1643–1697), Geheimrat
- Adam Christoph von Knuth (1687–1736), Geheimrat
- Eggert Christopher Knuth (1722–1776), Stiftamtmann
- Johan Heinrich Knuth (1746–1802), Amtmann, Gouverneur der Färöer, starb ohne männliche Nachkommen
- Frederik Knuth (1760–1818), Kammerherr
- Frederik Marcus Knuth (1813–1856), Jurist und Politiker, erster dänischer Außenminister
- Eggert Christopher Knuth (1838–1874), Diplomat
- Adam Wilhelm Knuth (1854–1888), Kammerherr
- Eggert Christoffer Knuth (1882–1920), Gutsherr
- Frederik Marcus Knuth (1904–1970), Botaniker, Kollaborateur in der Besatzungszeit
- Adam Wilhelm Knuth (1933–2013), Gründer des Safariparks Knuthenborg
- Adam Christoffer Knuth (* 1973)

Weitere Mitglieder der Linie Knuthenborg
- Eggert Christopher Knuth (1786–1813), Jurist
- Julius Knuth (1787–1852), Amtmann
- Adam Vilhelm Frederik Knuth (1829–1902), Postmeister und Kammerherr
- Christian Frederik Knuth (1862–1936), Jurist, Hofjägermeister
- Henriette Knuth (1863–1949), christliche Funktionärin
- Eigil Valdemar Knuth (1866–1933), Offizier
- Henrich Knuth (1870–1939), Kammerherr
- Flemming Kai Knuth (1879–1942), Ingenieur
- Sigismund Knuth (1895–19??), Oberstleutnant, Kammerherr
- Eggert Adam Knuth (1901–1980), Diplomat
- Eigil Knuth (1903–1996), Polarforscher, Widerstandskämpfer
- Marcus Knuth (* 1976), Politiker

### Linie Christiansdal
Mit der Erwerbung Christiansdals durch Christian Friderich Knuth wurde die Linie Christiansdal begründet. Fast 200 Jahre lang befand sich das Herrenhaus Lilliendal im Besitz der Linie Christiansdal.
Familienoberhäupter
- Christian Friderich Knuth (1728–1801), Oberstleutnant
- Adam Christopher Knuth (1755–1844), Geheimrat
- Christian Frederik Knuth (1788–1852), Rittmeister und Hofjägermeister
- Adam Carl Vilhelm Knuth (1821–1897), Kammerherr und Hofjägermeister
- Christopher Adam Valdemar Knuth (1855–1942), Offizier, Kammerherr und Hofjägermeister
- Kristian Knuth (1886–1969), Kammerherr und Hofjägermeister
- Ulrik Gustav Adam Knuth (1911–2004), Kammerherr und Hofjägermeister
- Christian Gustav Knuth (1942–2010)
- Michael Ivar Knuth

### Linie Conradsborg
Die Linie Conradsborg wurde mit dem Baronspatent für Conrad Detlev Knuth geschaffen.
Sie teilt sich in eine gräfliche und eine freiherrliche Linie.
1755 kaufte Ida Margrethe von Knuth die Herrenhäuser Rubiergard und Fritzholm auf Lolland, ersteres blieb bis 1855, letzteres bis 1819 im Besitze dieser Linie.
Familienoberhäupter der gräflichen Linie
- Cai Ernst Christian Ulrik Knuth (1792–1846), Oberförster
- Adam Christopher Knuth (1814–1857), Premierleutnant, kinderlos gestorben
- Conrad Ditlev Knuth (1816–1875), Oberförster, kinderlos gestorben
- Eggert Constans Knuth (1826–1898), Abteilungsleiter im Finanzministerium, kinderlos gestorben
- Joachim Sigismund Ditlev Knuth (1835–1905), Diplomat, Sohn von Hans Schack Knuth

Familienoberhäupter der freiherrlichen Linie
- Conrad Detlev Knuth (1730–1805), Geheimrat und Kammerherr
- Adam Christopher Knuth (1759–1807), Kammerjunker und Rittmeister
- Hans Schack Knuth (1787–1861), Amtmann und Kammerherr
- Sophus Christopher Vilhelm Vendelboe Knuth (1827–1866), Kapitän
- Hans Schack Rudolf Knuth (1832–1890)

Weitere Familienmitglieder der freiherrlichen Linie
- Carl Conrad Gustav Knuth (1761–1815), Kammerherr

### Linie Knuth-Winterfeldt
Am 4. März 1942 erhielt Viggo Christian Knuth-Winterfeldt die Bewilligung, den Namen „Knuth-Winterfeldt“ zu tragen und ein eigenes Wappen zu führen.
Familienoberhäupter
- Viggo Christian Knuth-Winterfeldt (1875–1946), Bankdirektor
- Preben Knuth-Winterfeldt (1906–1996), Maler
- Eggert Viggo Helge Knuth-Winterfeldt (* 1936)

Weitere Familienmitglieder
- Kjeld Gustav Knuth-Winterfeldt (1908–1992), Diplomat
- Eggert Knuth-Winterfeldt (1912–1978), Chemiker
- Thomas Knuth-Winterfeldt (* 1979), Schauspieler

## Linie Ludorff
Die Linie war neben Mecklenburg auch in Dänemark und Pommern aktiv.
Familienoberhäupter
- Adam Levin von Knuth (1648–1699), Geheimrat, kinderlos gestorben
- Joseph E. von Knuth († 1832), Kapitän[1]

In der Dorfkirche Ludorf befindet sich die Grabkapelle aus dem 18. Jahrhundert dieser Linie.

## Pommersche Linie

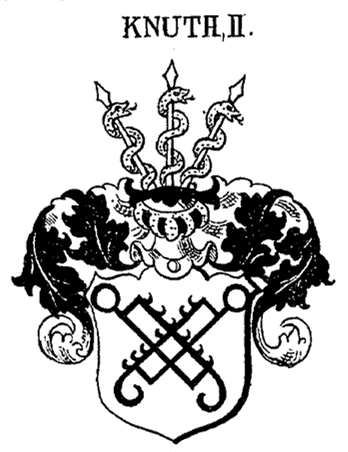
Wappen derer von Knuth (Pommern) in Siebmachers Wappenbuch

Das Wappen zeigt in Silber zwei schwarze, gestürzte, ins Andreaskreuz gelegten Kesselhaken. Auf dem Helm, mit silber-schwarzen Decken, drei mit Spitzen nach oben gerichtete Spitzen, welche je von einer goldenen Schlange vier Mal umwunden werden. Über die Linie ist nur wenig bekannt.
Familienoberhäupter
- Christopherus von Knuth († nach 1289)
- Roloff von Knuth († vor 1600)
- Henning von Knuth († 1693), Obristwachtmeister

## Endnoten
1. 1 2  roskildehistorie.dk: Knuth: Ludorff
2. ↑  Friedrich Schlie: Das Gut und Kirchdorf Leizen. In: Die Kunst- und Geschichts-Denkmäler des Grossherzogthums Mecklenburg-Schwerin. V. Band. Die Amtsgerichtsbezirke Teterow, Malchin, Stavenhagen, Penzlin, Waren, Malchow und Röbel, Verlag Bärensprung, Schwerin 1902. S. 523 f. https://archive.org/details/diekunstundgesch05schl/page/523/mode/1up, S. 523–526.
3. ↑  Friedrich Schlie: Das Gut und Kirchdorf Ludorf. 1902, S. 512–520.
4. ↑  MJB 16 (1851) Friedrich Lisch: Die Kirche zu Ludorf. S. 298–299.
5. ↑  J. G. Tiedemann (Hrsg.): Mecklenburgisches Wappenbuch. Band I., Verzeichniss der eingebornen, anerkannten und recipirten Familien des mecklenburgischen Adels. Selbstverlag der Lithographischen Anstalt, Rostock 1837, S. 4–25 (uni-duesseldorf.de [abgerufen am 25. Mai 2022]).
6. 1 2 3 4 5  Aus der Familiengeschichte von Knuth
7. ↑  LHAS 3.2-3/1 Landeskloster/Klosteramt Dobbertin. Nr. 232, 233, 289, 390, 391.
8. 1 2 3  Julius Theodor Bagmihl: Pommersches Wappenbuch. Band 2, Stettin 1846, S. 23–28 (books.google.de).
9. ↑  Gutshäuser und Schlösser in Mecklenburg-Vorpommern: Gutshaus Ludorf
10. ↑  Gutshäuser und Schlösser in Mecklenburg-Vorpommern: Familie von Knuth, abgerufen am 21. September 2017.
11. ↑  Gerhard Fridrich Albrecht: Genealogisches Handbuch, Frankfurt am Main 1776, S. 239.
12. ↑  Ludwig Fromm unter Mitwirkung von Mitgliedern der Familie: Geschichte der Familie von Zepelin. B, Die neuere Geschichte der Familie von Zepelin. Buchhandlung A. Schmale, Schwerin 1876, S. 212–213 (uni-duesseldorf.de [abgerufen am 25. Mai 2022]).
13. ↑  Georg Christian Friedrich Lisch, Ernst Saß: Urkundliche Geschichte des Geschlechts von Oertzen. Vierter Theil, enthaltend die mecklenburgischen Häuser und der älteren Zweige des Hauses Alt-Helpte neueste Geschichte von etwa 1700 bis zur Gegenwart, I. Die meklenburgische Linie. Haus Gorow, 311. XVII. Generation. Als Manuscript gedruckt, Schwerin 1866, S. 277 (uni-duesseldorf.de [abgerufen am 25. Mai 2022]).
14. ↑  Maximilian Gritzner, Adolf Matthias Hildebrandt (Hrsg.): Wappenalbum der Gräflichen Familien Deutschlands und Österreich-Ungarns etc. 2. Wappentafel 210 - 384 nebst Text E – K, Grafen Knuth. T. O. Weigel, Leipzig 1887, S. 359 (uni-duesseldorf.de [abgerufen am 25. Mai 2022]).
15. ↑  Gutshaus Below: Geschichte, abgerufen am 6. August 2018.
16. ↑  Knuth-Conradsborg. In: Danmarks Adels Aarbog. 1900, S. 204 (runeberg.org).